# Straja, Hunedoara
Straja este o stațiune montană, aparținând administrativ de orașul Lupeni din județul Hunedoara. Stațiunea se află la o altitudine de 1445 metri. Accesul în stațiune se poate face din orașul Lupeni, pe un drum montan asfaltat cu o lungime de 8 km sau cu ajutorul telegondolei. Stațiunea dispune de 7 pârtii de schi, 5 dintre ele fiind dotate cu instalații nocturne și de telescaun.   Stațiunea este una relativ nouă, fiind declarată stațiune abia în anul 2002.

## Alte obiective
- Schitul Straja este un schit ortodox cu hramurile: Înălțarea Sfintei Cruci și Sfinții Împărați Constantin și Elena, aflat în apropierea Crucii Eroilor. Schitul cuprinde o bisericuță din lemn și câteva chilii și datează din 1999. Intrarea în schit se face printr-un tunel artificial de 57 de metri, unde există icoane ale sfinților dispuse după zi și lună conform calendarului creștin-ortodox.[3][4]
- Crucea Eroilor cu o înălțime de 18 metri și o lățime de 9 metri, este un monument închinat celor 800 de ostași care s-au jertfit în Primul Război Mondial.[1][4]
- Drumul Crucii este o procesiune cu 14 popasuri, fiecare popas făcându-se în dreptul unui ansamblu, troiță plus basorelief reprezentând scena respectivei opriri. Procesiunea este efectuată din anul 2000 și este realizată de preoți ortodocși[4]
- Mascota stațiunii este un urs bătrân numit Baloo, care trăiește într-un țarc la intrarea în stațiune.[5]

## Galerie

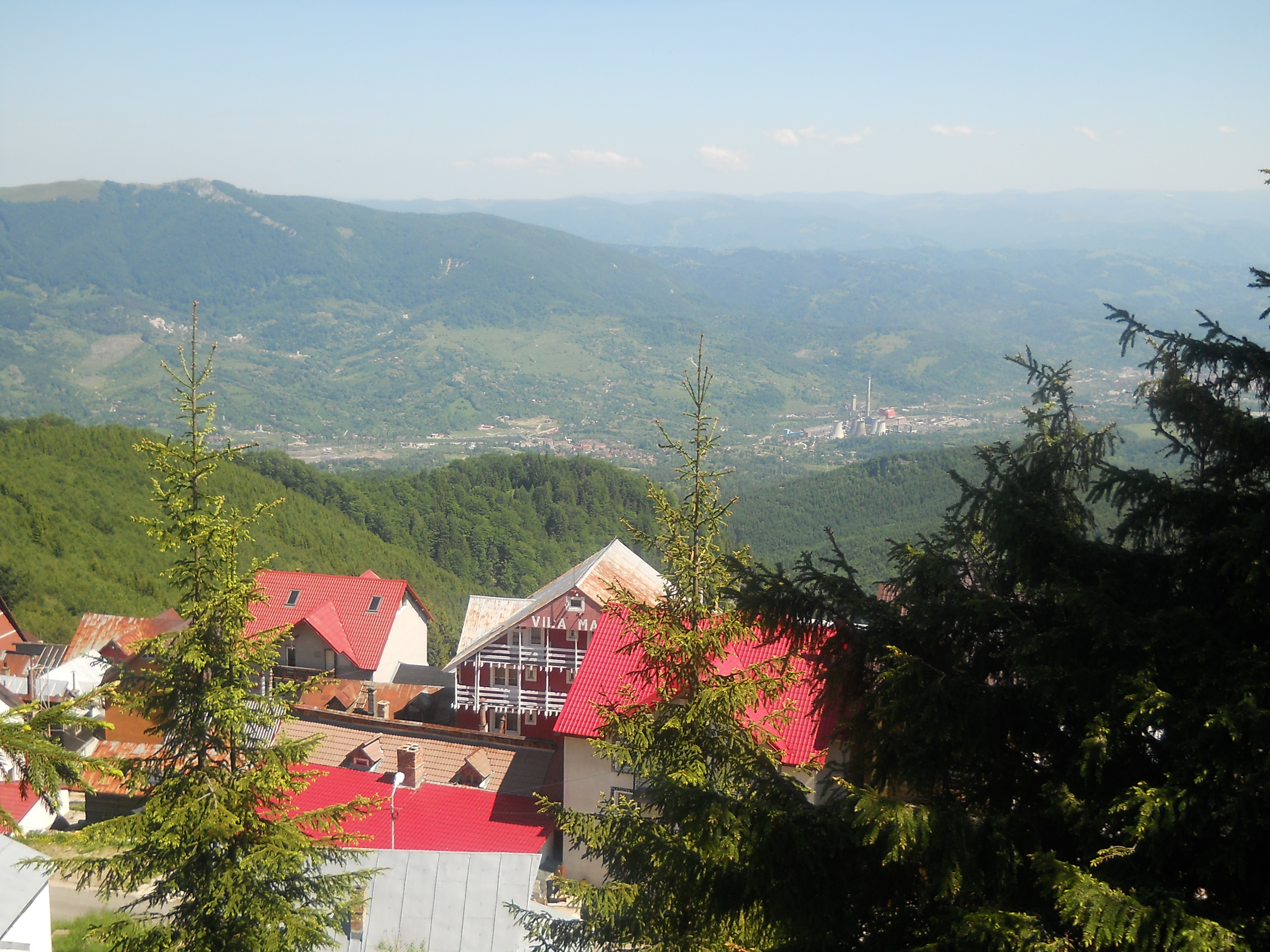
Valea Jiului văzută de la Straja
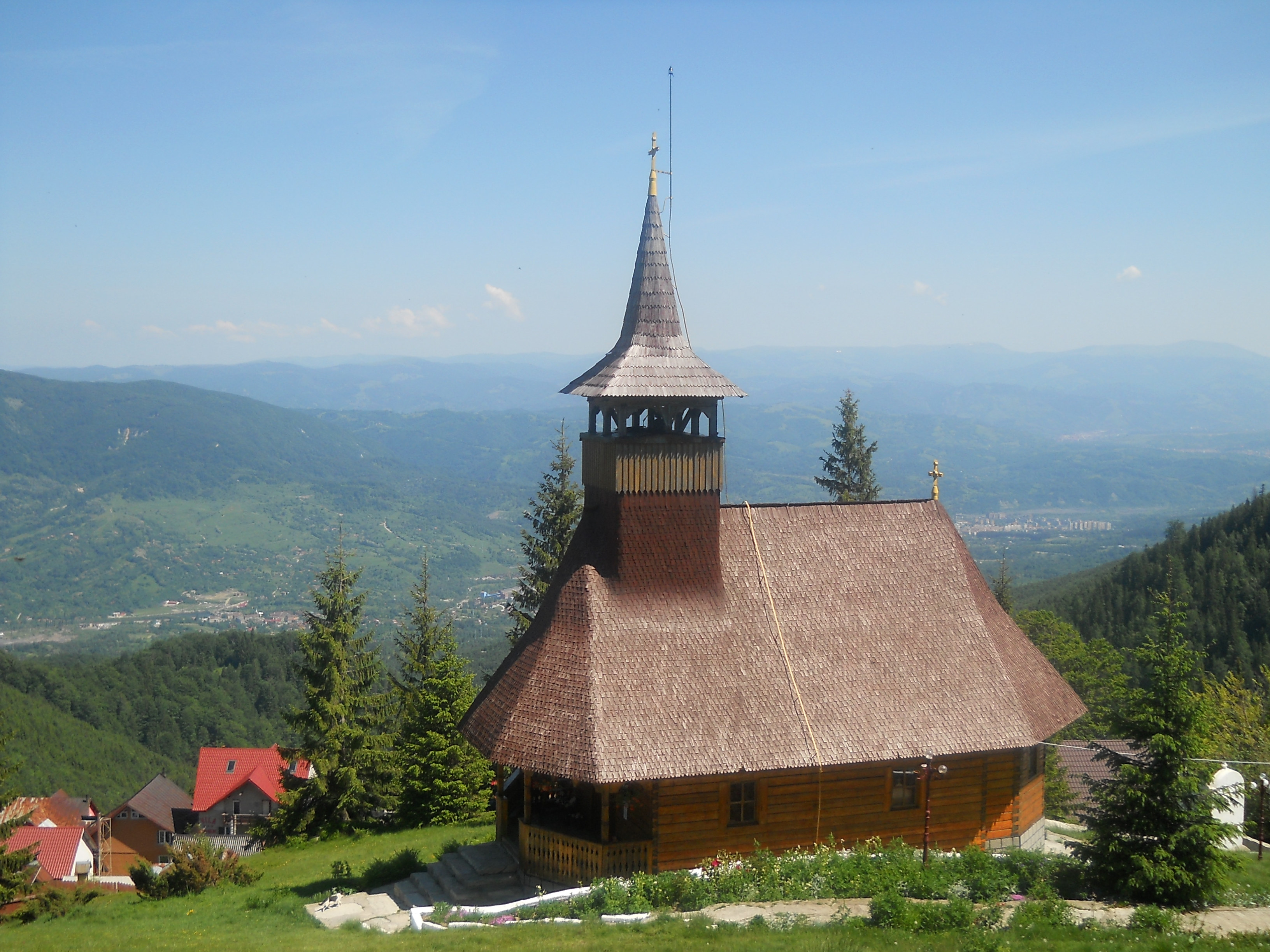
Schitul Straja
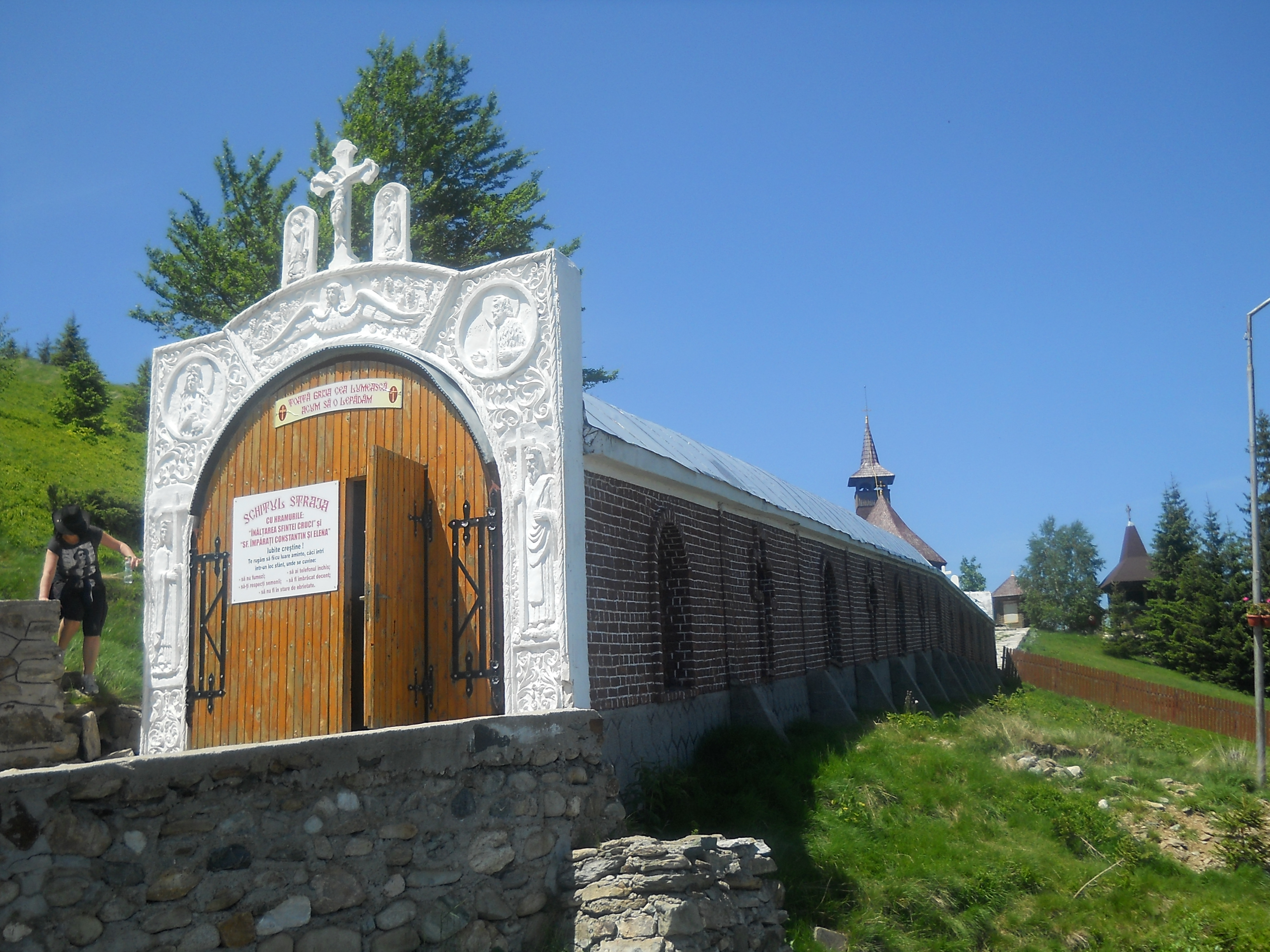
Tunelul de intrare în Schitul Straja
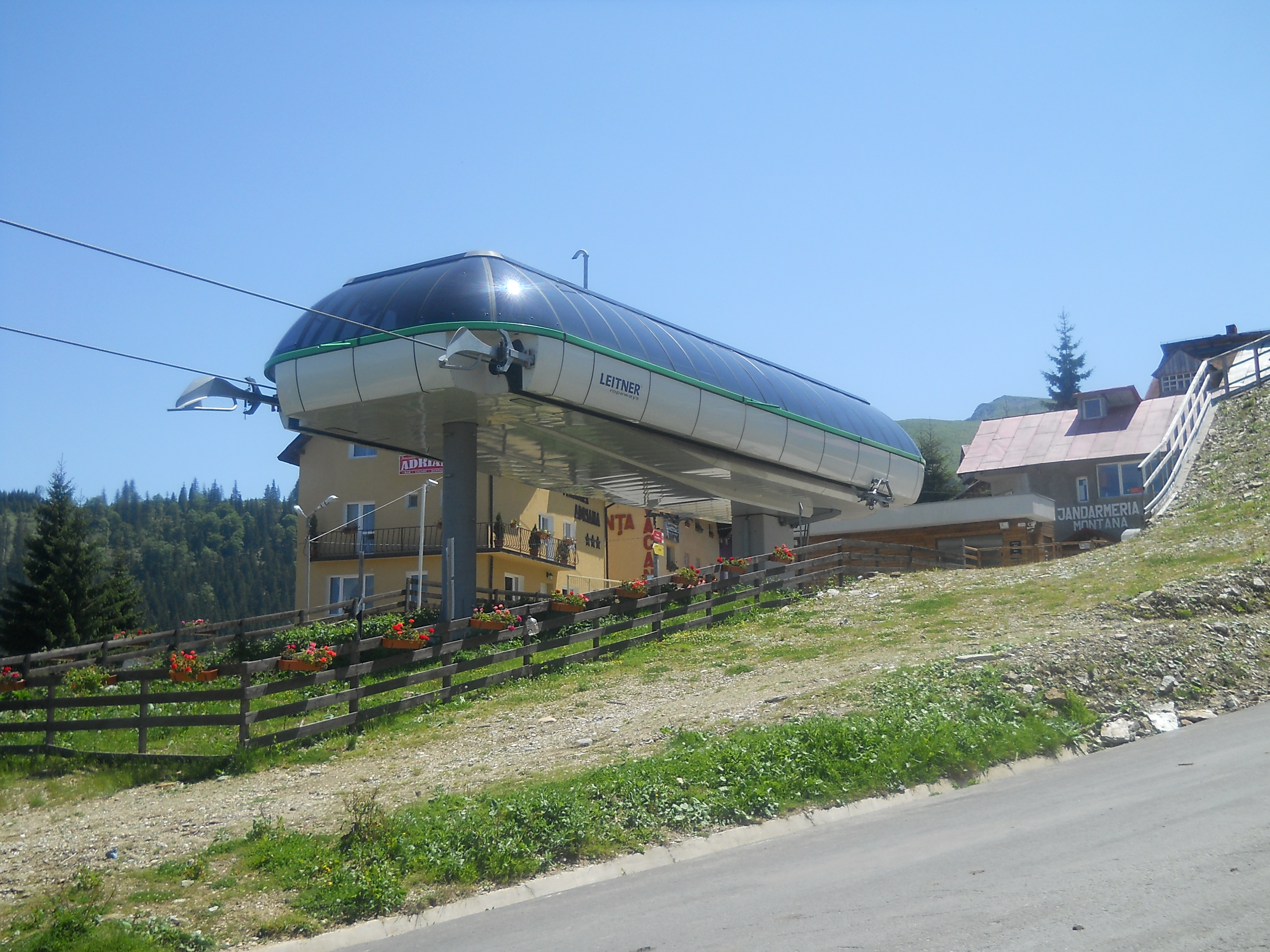
Telegondola
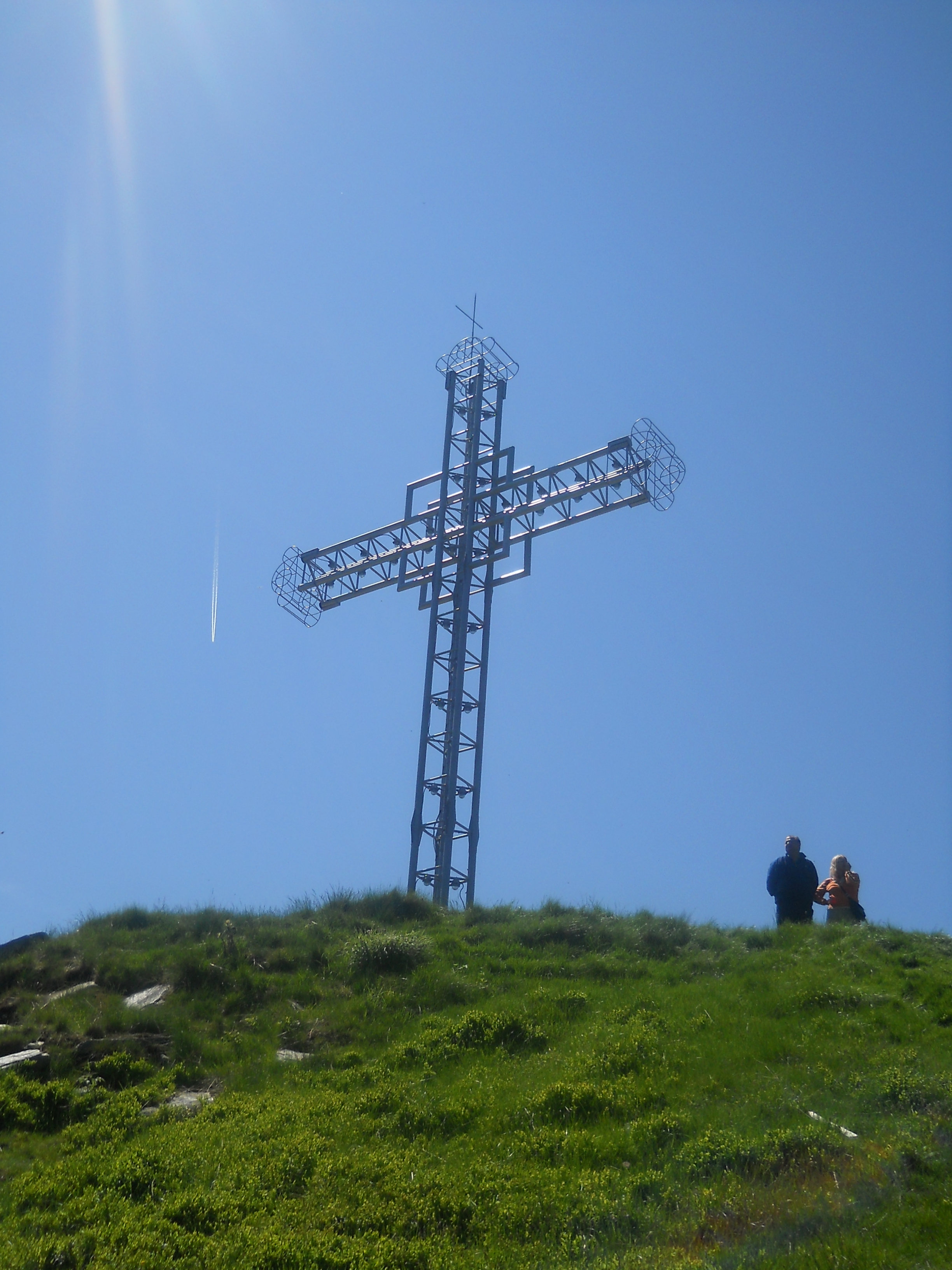
Crucea Eroilor Neamului
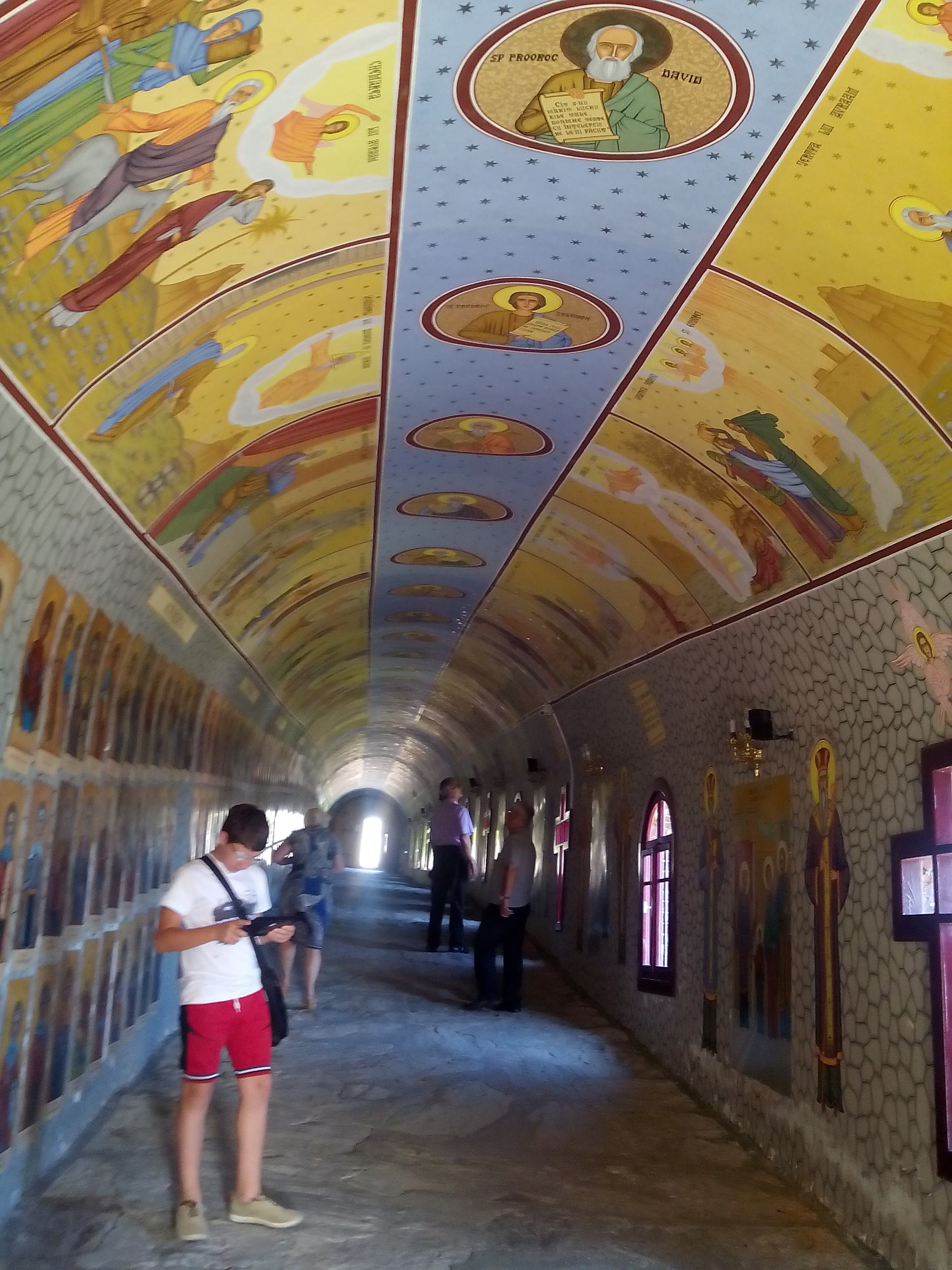
Vedere din interiorul tunelului de la Schitul Straja
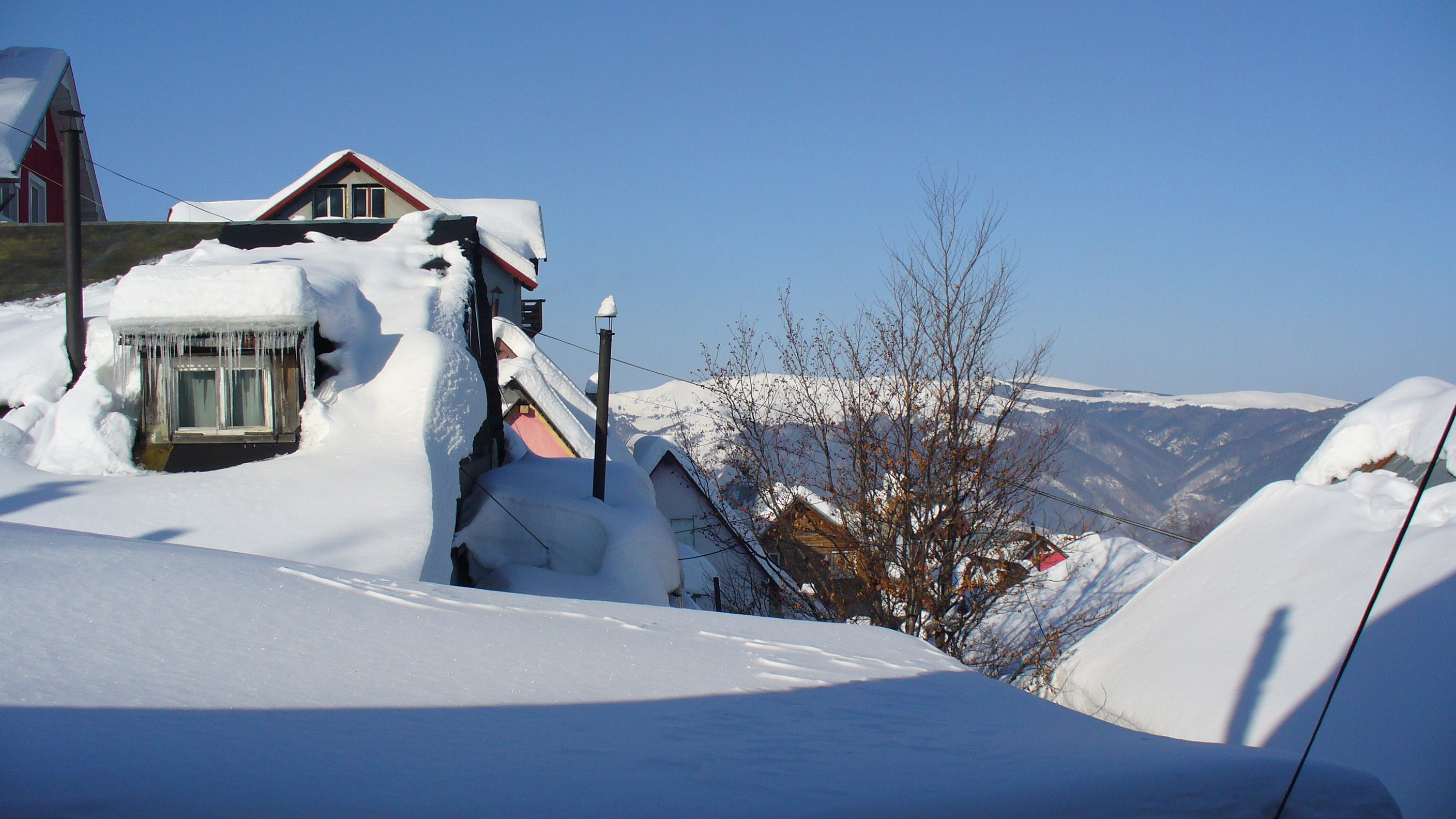
Straja iarna
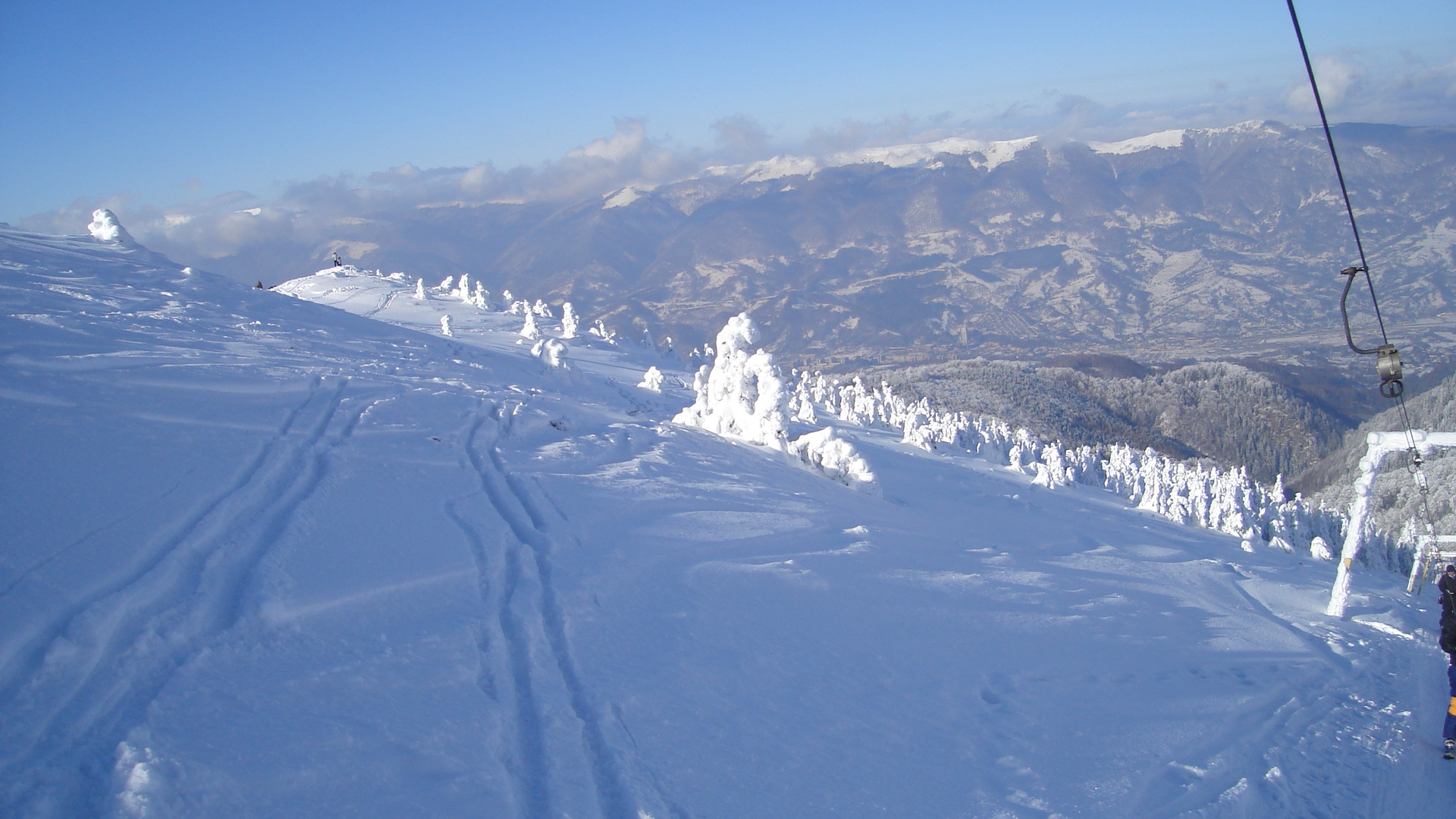
Straja teleschi
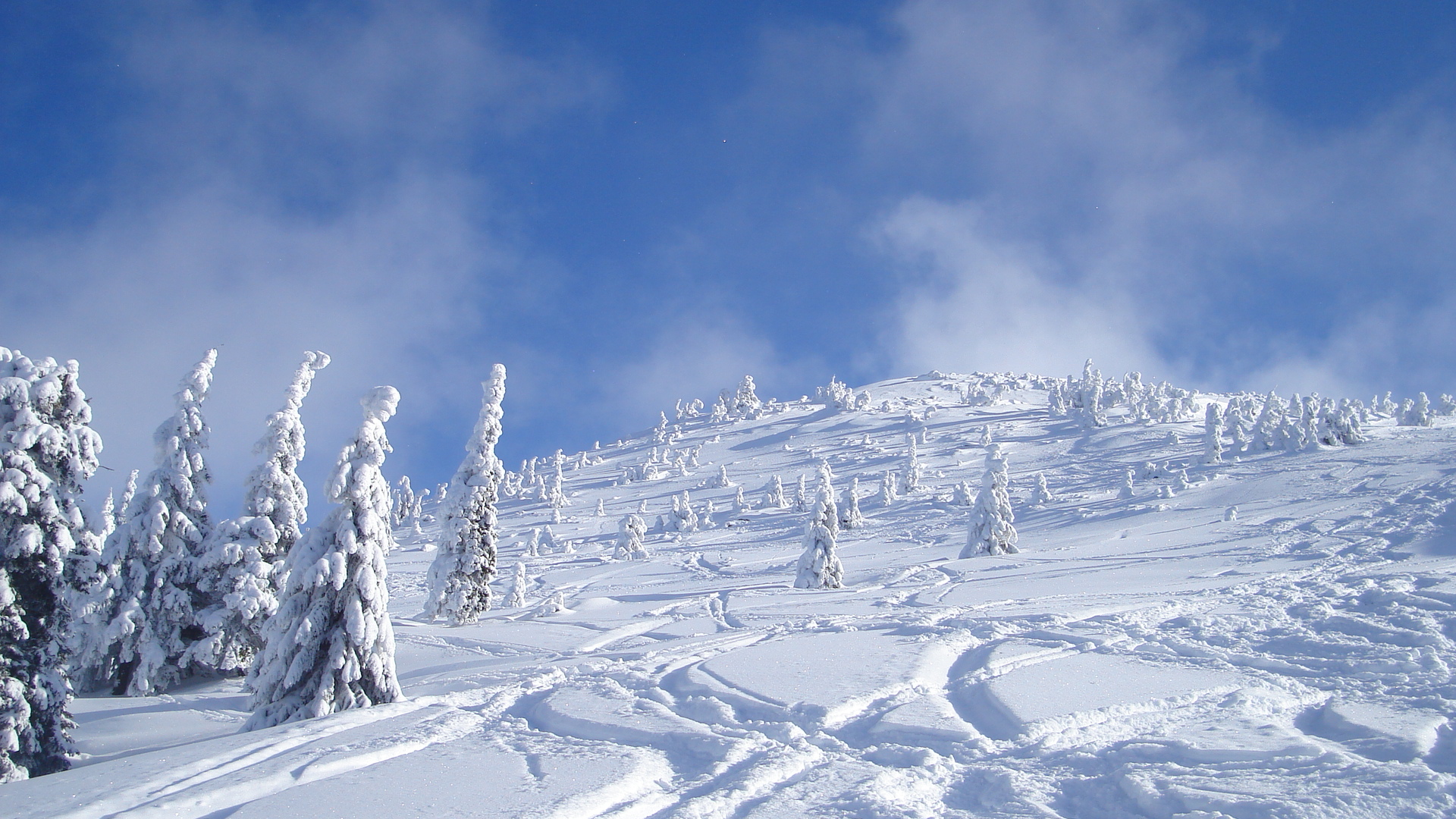
Straja free ride